# Herfstspinners
De herfstspinners (Brahmaeidae) zijn een familie van vlinders in de superfamilie Bombycoidea, met rond de 65 beschreven soorten. De soorten zijn te vinden in Azië, Afrika en Europa. Het typegeslacht van de familie is Brahmaea. De groep vlinders die voorheen als familie Lemoniidae werd opgevat (geslachten Lemonia, Sabalia en Spiramiopsis), wordt nu als onderdeel van deze familie beschouwd, waarmee de naam Lemoniidae een synoniem werd voor Brahmaeidae.

## Geslachten
- Acanthobrahmaea Sauter, 1967
- Brachygnatha Zhang & Yang, 1993[2]
- Brahmaea Walker, 1855
  - = Brahmaeops Bryk, 1949
- Brahmidia Bryk, 1949
- Calliprogonos Mell, 1937
- Dactyloceras Mell, 1930
- Lemonia Hübner, 1820
  - = Crateronyx Duponchel, 1845
- Sabalia Walker, 1865
  - = Heteranaphe Sharpe, 1890
- Spiramiopsis Hampson, 1901

### Afbeeldingen

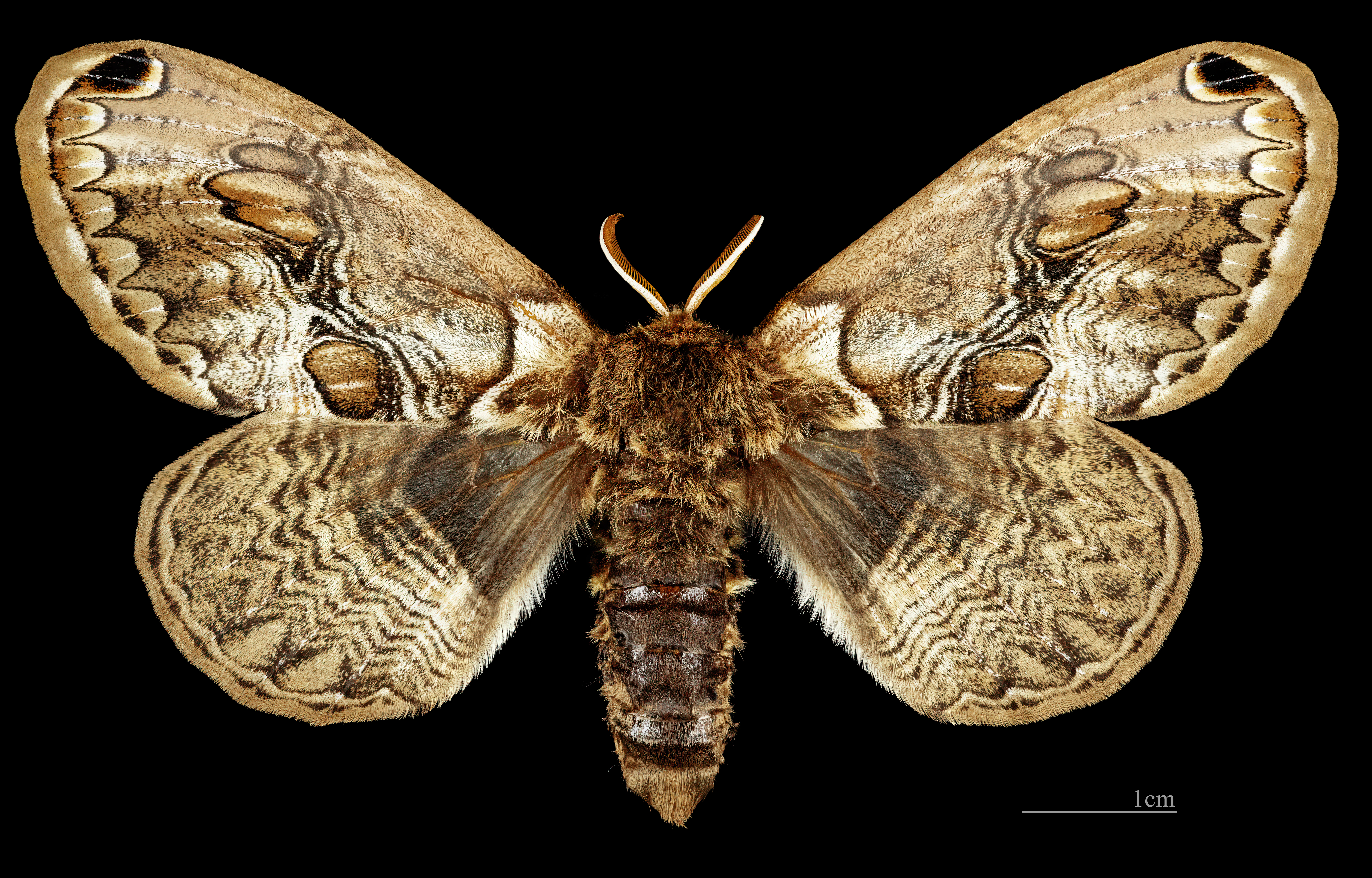
Brahmaea europaea
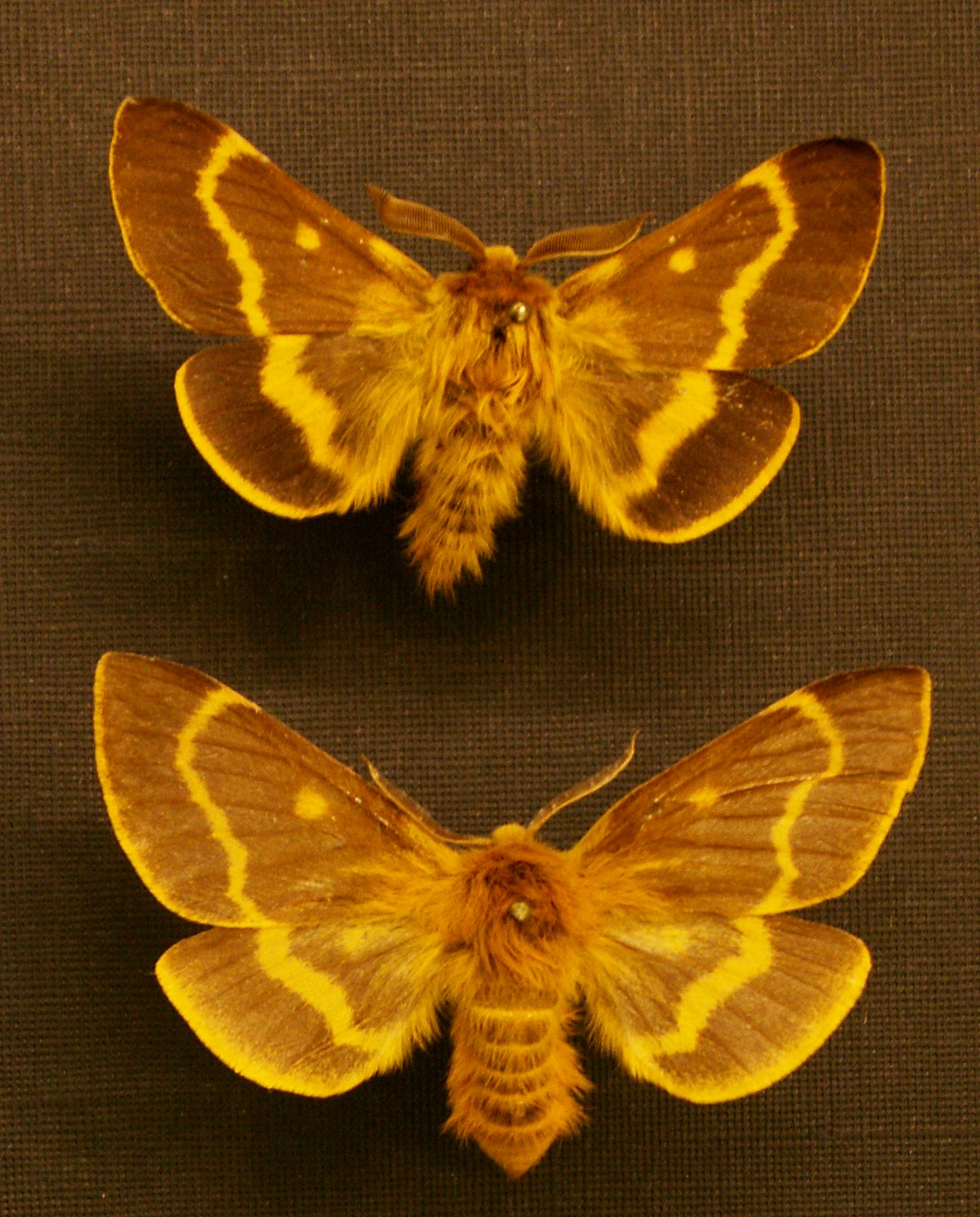
Lemonia dumi